# Edinburgh Rugby Stadium
 (avril 2024).
Si vous disposez d'ouvrages ou d'articles de référence ou si vous connaissez des sites web de qualité traitant du thème abordé ici, merci de compléter l'article en donnant les références utiles à sa vérifiabilité et en les liant à la section « Notes et références ».
L'Edinburgh Rugby Stadium, connu sous le nom de Hive Stadium pour des raisons de naming, est un stade de rugby à XV situé à Édimbourg, en Écosse.

## Description
Le stade est situé à côté du Murrayfield Stadium et de sa patinoire (en), sur un terrain où se trouvaient auparavant plusieurs terrains d'entraînement de rugby (dont certains subsistent encore), dans le quartier de Saughtonhall (en).
Achevé le 16 février 2021, il a une capacité de 7 800 places.

## Installations
Le stade se compose de quatre tribunes :
- la Main Stand au Nord, de 2 047 places ;
- la Murrayfield Stand à l'Est, de 1 480 places ;
- la Lothian Stand au Sud, de 2 704 places ;
- la Riverside Stand à l'Ouest, de 1 564 places.

Des places pour les personnes handicapées sont disponibles dans toutes les zones du stade, avec une terrasse réservée aux personnes handicapées dans la tribune Nord.